# Begonia kasutensis
Espèce
Begonia kasutensis est une espèce de plantes de la famille des Begoniaceae.
Elle a été décrite en 2003 par Katharine G. Pearce.